# Hoplia ventricosa
Hoplia ventricosa är en skalbaggsart som beskrevs av Brenske 1893. Hoplia ventricosa ingår i släktet Hoplia och familjen Melolonthidae. Inga underarter finns listade i Catalogue of Life.